# Parada militară germano-sovietică de la Brest-Litovsk

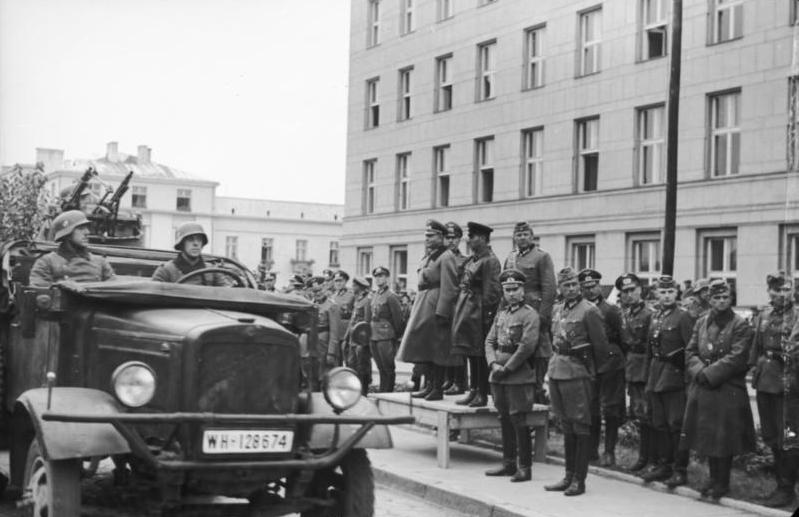
Parada militară germano–sovietică de la Brest-Litovsk din 22 septembrie 1939

Parada militară germano-sovietică de la Brest – Litovsk  a avut loc pe data de 22 septembrie 1939. Parada a celebrat faptul că, în cadrul înțelegerilor dintre ele, Germania nazistă s-au retras din orașul Brest, cedat URSS-ului.     